# Oxypolis denticulata
Oxypolis denticulata là một loài thực vật có hoa trong họ Hoa tán. Loài này được (Baldwin ex Elliott) J.R. Edm. mô tả khoa học đầu tiên năm 2005.